# Арыш
Арыш (азерб. Arış) — село в Кочахмедлинской административно-территориальной единице Физулинского района Азербайджана, расположенное на южных склонах Карабахского хребта, в 8 км к юго-западу от города Физули.

## Топонимика
Название села происходит от тюркского слова «арышларыс», означающего «одну ветвь племени», «ржаной» или «боковой прицеп телеги».

## История
В годы Российской империи село Ариш входило в состав Джебраильского уезда Елизаветпольской губернии.
В советские годы село было расположено в составе Физулинского района Азербайджанской ССР. В результате Первой карабахской войны в августе 1993 года перешло под контроль непризнанной Нагорно-Карабахской Республики и согласно её административно-территориальному делению, располагалось в Гадрутском районе НКР,
15 октября 2020 года президент Азербайджана Ильхам Алиев объявил, что азербайджанская армия освободила сёла Эдиша, Чиракуз, Дудукчи и Эдилли Ходжавендского (прежде — Гадрутского) района, село Дошулу Джебраильского района и село Арыш Физулинского района.

## Население
По данным «Свода статистических данных о населении Закавказского края, извлеченных из посемейных списков 1886 года» в селе Ариш Каракеллинского сельского округа Джебраильского уезда Елизаветпольской губернии было 42 дыма и проживало 185 азербайджанцев (указаны как «татары»), которые были шиитами по вероисповеданию и крестьянами.